# بورگزوم
بورگزوم (به آلمانی: Borgsum) یک شهر در آلمان است که در نوردفرایسلند واقع شده‌است. بورگزوم ۳۵۳ نفر جمعیت دارد.